# Villa Sarabhai
Villa Sarabhai of Villa de Madame Manorama Sarabhai is een  modernistische villa in Ahmedabad, India. Het is ontworpen door de Zwitserse architect Le Corbusier en gebouwd tussen 1951 and 1955. Het heeft een sober interieur, een typisch bouwprincipe van Le Corbusier.

## Geschiedenis en ontwerp
De villa is gebouwd voor Manorama Sarabhai, een zuster van de industrieel Chinubhai Chimanla. Deze wilde een huis voor haar groeiende gezin. Het was klaar in 1955. Het ontwerp is mede gebaseerd op de klimatolgische omstandigheden in Ahmedabad, met wisselende temperaturen en luchtvochtigheid De villa staat in een groot park.